# Habitation des Rochers
L'habitation des Rochers est une ancienne plantation coloniale située à Baillif, sur l'île de la Basse-Terre, dans le département de la Guadeloupe aux Antilles françaises. Elle est inscrite aux monuments historiques en 2009.

## Historique
La maison de maître de l'habitation des Rochers est construite à partir de 1909 sur les premiers contreforts occidentaux de la Soufrière à proximité du centre du bourg de Baillif.
L'ensemble de la maison, ainsi que ses dépendances, sont inscrits aux monuments historiques le 23 avril 2009.

## Architecture
La maison principale est une habitation assez simple, de type maison créole en bois rectangulaire sur seul niveau de plain-pied. Les toits sont à pans débordants reposant sur de fins piliers formant une galerie courante sur les deux faces principales de la demeure. Une maison annexe plus petite, bâtie sur le même modèle, lui est attenante.